# 巴朗 (怪獸)
巴朗(日文：バラン/英文：Varan)是隻東寶公司所創的虛構生物，首次登場於《大怪獸巴朗》，同時他也是東寶繼哥吉拉、安基拉斯、拉頓後，所創的第四隻怪獸。

## 概述
- 身長：50公尺
- 體重：1.5萬噸

巴朗是一種外型類似鼯鼠、頭上有角的巨型爬行動物，四肢和身體間長有薄膜，使其可以在空中滑翔。

## 登場電影
1. 《大怪獸巴朗》
2. 《怪獸總進擊》

## 外部連結
- 其他登場怪獸資料庫 （页面存档备份，存于）